# Saida Dhahri
Saida Al-Dhahri (in arabo سعيدة الظاهري‎?; Tunisi, 18 febbraio 1979) è una judoka tunisina.
Ha rappresento la Tunisia ai Giochi olimpici estivi di Sydney 2000 e Atene 2004.